# Cotrim (moeda)
O cotrim foi uma moeda portuguesa com uso no tempo de D. Afonso V.